# Gréolières
Gréolières ist eine französische Gemeinde im Département Alpes-Maritimes in der Region Provence-Alpes-Côte d’Azur. Sie gehört zum Arrondissement Grasse und zum Kanton Valbonne. 

## Lage
Die Gemeinde liegt im Regionalen Naturpark Préalpes d’Azur.
Die angrenzenden Gemeinden sind Aiglun im Norden, La Roque-en-Provence im Nordosten, Coursegoules im Osten, Courmes im Südosten, Cipières im Süden, Andon im Westen und Le Mas im Nordwesten.

## Bevölkerungsentwicklung
| 1962 | 1968 | 1975 | 1982 | 1990 | 1999 | 2006 | 2013 |
| ---- | ---- | ---- | ---- | ---- | ---- | ---- | ---- |
| 196  | 250  | 292  | 311  | 380  | 455  | 525  | 597  |

## Sehenswürdigkeiten
Siehe: Liste der Monuments historiques in Gréolières